# Wilhelm Heinrich Broßmann
Wilhelm Heinrich Broßmann (* 21. August 1829 in Schleiz; † 29. Dezember 1879 in Gera) war ein deutscher Kaufmann und Politiker.

## Leben
Broßmann war der Sohn des Kauf- und Handelsherren Heinrich Broßmann aus Schleiz und dessen Ehefrau Wilhelmine geborene Meyer aus Schleiz. Er war evangelisch-lutherischer Konfession und heiratete 1860 in Graudenz Mathilde Auguste Curtius (* 13. September 1841 in Czapeln/Westpreußen; † 13. Juni 1922 in Schleiz), die Tochter des Rentiers Gustav Curtius in Graudenz.
Broßmann war Kauf- und Handelsherr und Bürger in Schleiz. 1851 bis August 1864 war er Mitglied im Gemeinderat von Schleiz. Am 16. August 1864 wurde er Stadtrat in Schleiz und am 1. März 1870 Zweiter unbesoldeter Stadtrat dort. 
Vom 17. bis 18. März 1864 (als Stellvertreter von Georg Schlick), vom 24. November 1868 bis 1871 und vom 31. Oktober 1877 bis zum 29. Dezember 1879 war er Abgeordneter im Landtag Reuß jüngerer Linie.